# Міхаел Шпачек
Міхаел Шпачек (чеськ. Michael Špaček; 9 квітня 1997, м. Маріанські Лазні, Чехія) — чеський хокеїст, центральний нападник. Виступає за ХК «Пардубице» у Чеській Екстралізі.
Вихованець хокейної школи ХК «Пардубице». Виступав за ХК «Пардубице».
У чемпіонатах Чехії — 29 матчів (3+6).
У складі молодіжної збірної Чехії учасник чемпіонату світу 2015. У складі юніорської збірної Чехії учасник чемпіонатів світу 2014 і 2015.
Досягнення
- Срібний призер юніорського чемпіонату світу (2014)